# Scorpiops yangi
Espèce
Synonymes
- Euscorpiops yangi Zhu, Zhang & Lourenço, 2007

Scorpiops yangi est une espèce de scorpions de la famille des Scorpiopidae.

## Distribution
Cette espèce est endémique du Yunnan en Chine. Elle se rencontre dans la préfecture de Wenshan dans le xian de Maguan.

## Description
Scorpiops yangi mesure de 46,1 à 51,3 mm.

## Systématique et taxinomie
Cette espèce a été décrite sous le protonyme Euscorpiops yangi par Zhu, Zhang et Lourenço en 2007. Elle est placée dans le genre Scorpiops par Kovařík, Lowe, Stockmann et Šťáhlavský en 2020.

## Étymologie
Cette espèce est nommée en l'honneur de Zi-zhong Yang.

## Publication originale
- Zhu, Zhang & Lourenço, 2007 : « One new species of scorpion belonging to the genus Euscorpiops Vachon, 1980 from South China (Scorpiones: Euscorpiidae, Scorpiopinae). » Zootaxa, no 1582, p. 19–25.